# Monomorium dichroum
Monomorium dichroum är en myrart som beskrevs av Auguste-Henri Forel 1902. Monomorium dichroum ingår i släktet Monomorium och familjen myror. Inga underarter finns listade i Catalogue of Life.